# Taylor Spreitler
Taylor Spreitler (ur. 23 października 1993 roku w Hattiesburgu w stanie Missisipi) – amerykańska aktorka.

## Filmografia
- Dni naszego życia (Days of Our Lives, 2009-2010) jako Mia McCormick
- Never Fade Away (2012) jako Trish Cavanaugh
- Stalked at 17 (2012) jako Angela Curson
- Prawo i porządek: sekcja specjalna (Law & Order: Special Victims Unit, 2005-2012) jako Taylor Culphers / Chloe Sellers
- 3 Day Test  (2012) jako Lu Taylor
- The Contractor (2013) jako Mckenzie Chase
- Category 5 (2013) jako młoda Victoria
- Melissa i Joey (Melissa & Joey, 2010-2014) jako Lennox Scanlon
- Bethlehem (2014) jako Molly Moretti